# Arenal (Colombia)
Arenal, a volte indicato come Arenal del Sur, è un comune della Colombia facente parte del dipartimento di Bolívar.
Il centro abitato venne fondato da Catalina de Ochoa attorno al 1650, mentre l'istituzione del comune è del 16 maggio 1996.